# Sarastro (Oper)

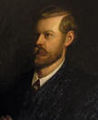
Porträt von Karl Eduard Goepfart

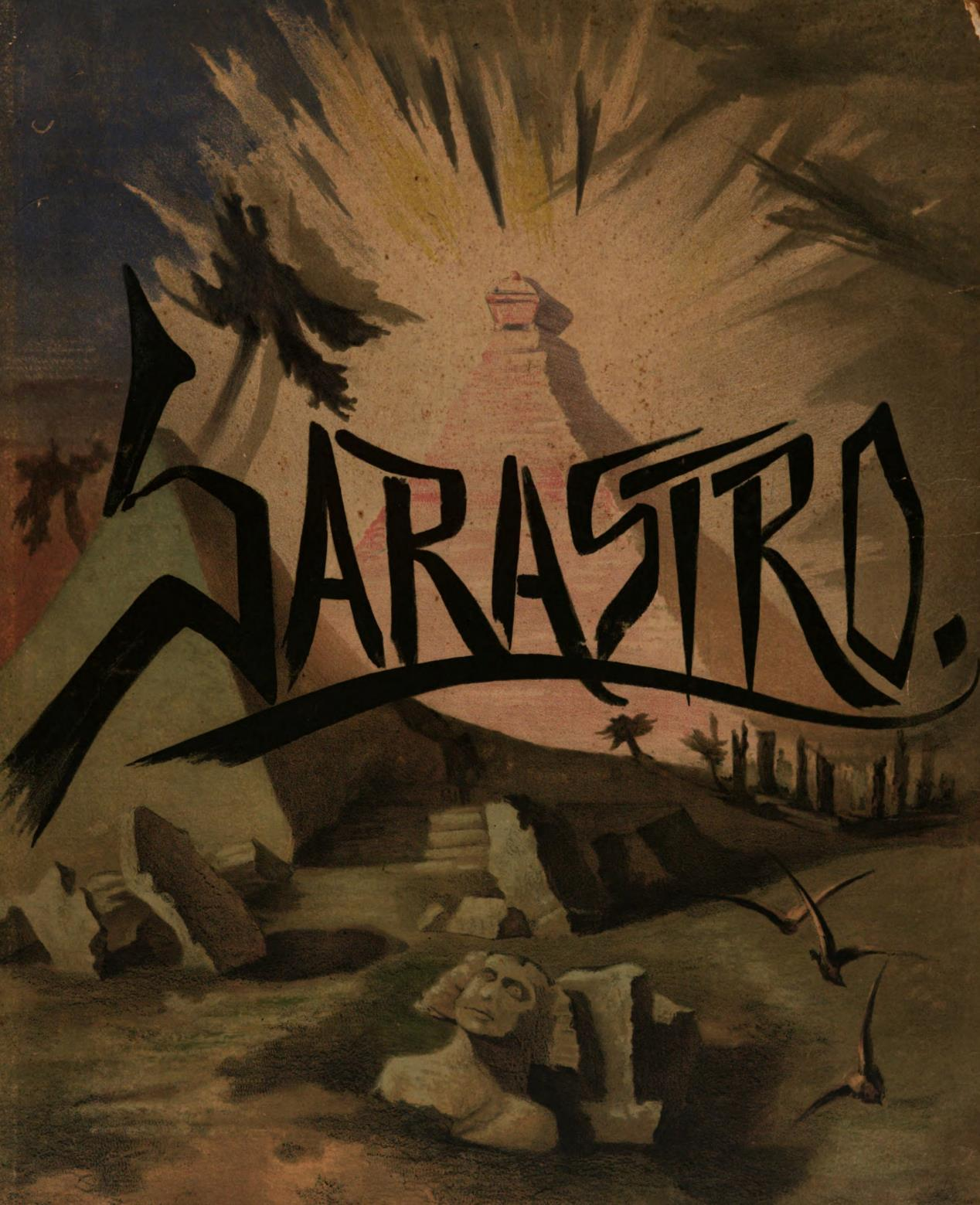
Title of Sarastro (opera) by Karl Eduard Goepfart

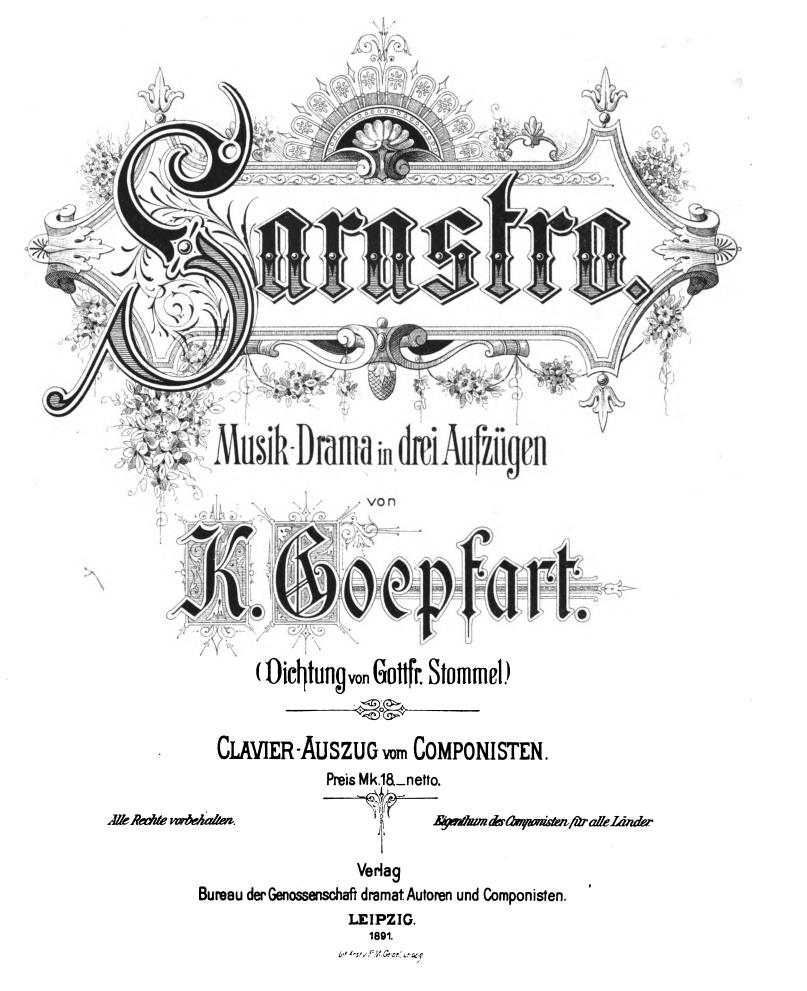
Sarastro opera cover of vocal score 1891

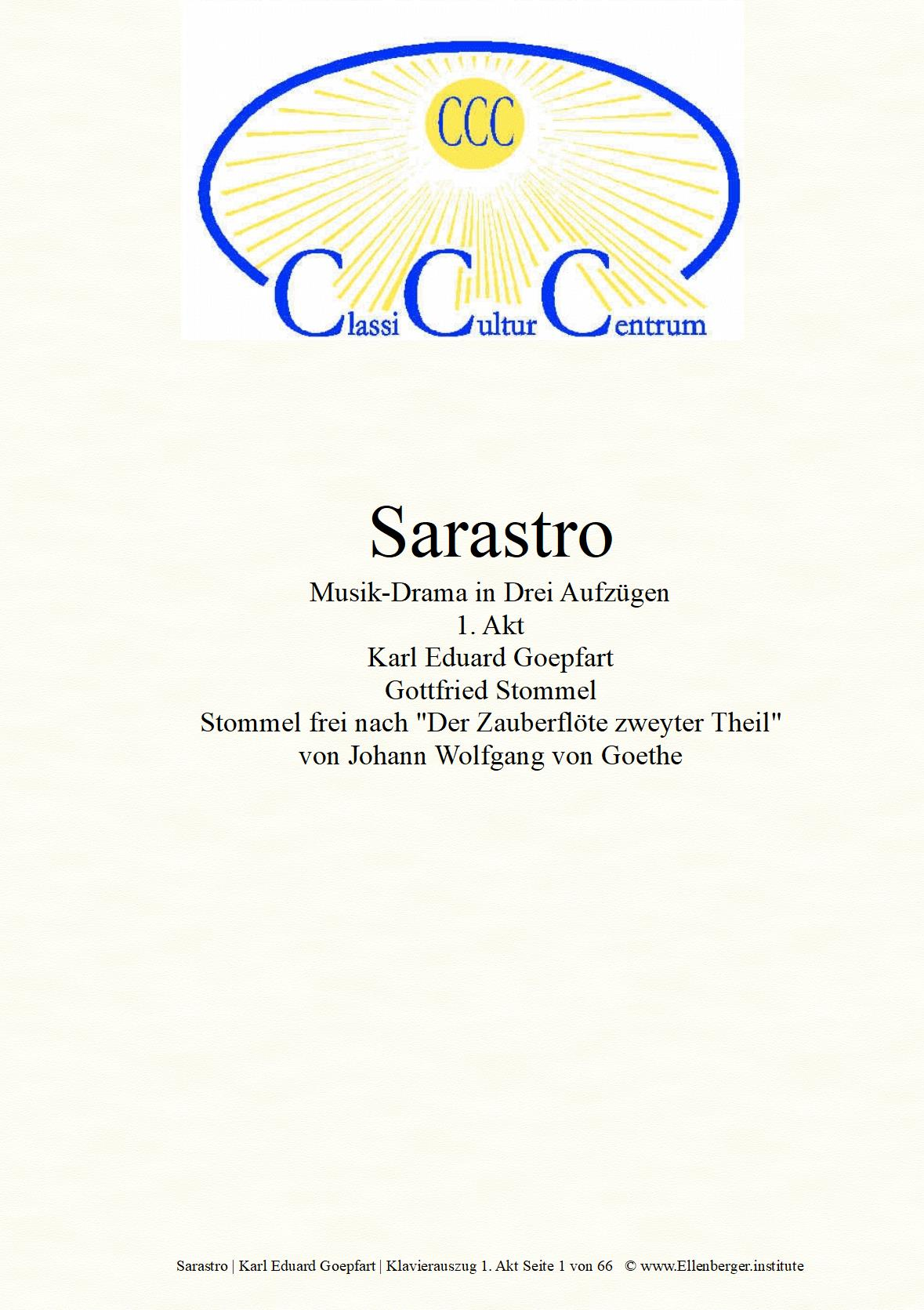
Titelseite Neuveröffentlichung der Partitur der Oper Sarastro

Sarastro ist der Titel einer Oper (Originalbezeichnung: „Musikdrama“) von Karl Goepfart, die an die Handlung der Zauberflöte von Wolfgang Amadeus Mozart und Emanuel Schikaneder anknüpft. Das Libretto stammt von Gottfried Stommel. Sie wurde am 9. Dezember 1891 konzertant in Hengelo uraufgeführt.

## Handlung
Stommel inkorporierte in sein Libretto große Teile des Fragments Der Zauberflöte zweyter Theil von Johann Wolfgang von Goethe. In groben Zügen folgt die Handlung zunächst dem durch Goethe vorgezeichneten Verlauf, verlässt diesen aber gegen Ende des zweiten Aktes und findet schließlich ein unerwartetes Ende.

### Erster Akt
Pamina und Tamino sind Eltern eines Sohnes. Die Versammlung der Priester erwartet die Rückkehr eines auf „Weltwanderschaft“ gewesenen Pilgers. Ein neuer Pilger wird durch Los bestimmt. Das Los fällt auf Sarastro, der sich trotz der Einwände der Priesterschaft auf die Pilgerreise begibt.
Monostatos berichtet der Königin der Nacht, dass das Kind Taminos und Paminas von ihm in einen nicht mehr zu öffnenden goldenen Sarg gesperrt wurde und sterben wird. Auf Sarastros Rat hin, wird der Sarg ständig in Bewegung gehalten um das Kind am Leben zu halten. Papageno und Papagena erhalten von Sarastro als Geschenk goldene Eier, aus denen ihre Kinder schlüpfen und Aurora, eine Tochter von schon 15 Jahren. Dies wird in einem Ballett dargestellt (betitelt: „Eiertanz“).

### Zweiter Akt
Pamina will den goldenen Sarg in einem Mausoleum den Sonnengöttern weihen. Sarastro begegnet auf seiner Pilgerschaft unerkannt der Königin der Nacht. Zunächst kann er sie in einem längeren Gespräch für die Lehren der „Eingeweihten“ gewinnen, aber sie beharrt darauf, dass Sarastro sterben muss. Sarastro handelt ihr dafür das Leben des eingeschlossenen Kindes ab und erhält von der Königin der Nacht ein Giftkraut, um sich zu vergiften.

### Dritter Akt
Aurora befreit das eingeschlossene Kind mithilfe des Glockenspiels Papagenos aus dem goldenen Sarg. Dieser, im goldenen Sarg herangewachsen, trägt den Namen Phoebus und will sich mit Aurora in ungeschlechtlicher, vergeistigter Liebe verbinden. In einem Ballett (betitelt: „Fest des Volmondes“) folgen komische Szenen zwischen betrunkenen Waldbewohnern und Fabelwesen.
Im Palast Taminos wird die Vermählung Phoebus’ und Auroras begangen, als der Trauerzug für Sarastro einzieht. Die Königin der Nacht erscheint und triumphiert zunächst, erkennt dann aber ihre Verblendung und bittet um Verzeihung. Sie stirbt am Katafalk, steigt aber mit Sarastro als Geläuterte in den Himmel auf.

## Digitalisate
- Klavierauszug vom Komponisten. Leipzig 1891. Digitalisat bei Google Books
- Libretto. G. Braun’sche Hofbuchdruckerei, Karlsruhe 1891. Digitalisat der Library of Congress